# ダグ・ヘムフィル
ダグ・ヘムフィル（Doug Hemphill, 1955年 -）は、アメリカ合衆国のサウンドミキサーである。1979年以降140作品以上にクレジットされている。アカデミー賞録音賞と音響賞には11回ノミネートされ、3度受賞した。

## 受賞とノミネート
| 賞           | 年   | 部門   | 作品名                                 | 結果       |
| ------------ | ---- | ------ | -------------------------------------- | ---------- |
| アカデミー賞 | 1990 | 録音賞 | ディック・トレイシー                   | ノミネート |
| アカデミー賞 | 1992 | 録音賞 | ラスト・オブ・モヒカン                 | 受賞       |
| アカデミー賞 | 1993 | 録音賞 | ジェロニモ                             | ノミネート |
| アカデミー賞 | 1997 | 録音賞 | エアフォース・ワン                     | ノミネート |
| アカデミー賞 | 1999 | 録音賞 | インサイダー                           | ノミネート |
| アカデミー賞 | 2003 | 録音賞 | マスター・アンド・コマンダー           | ノミネート |
| アカデミー賞 | 2005 | 録音賞 | ウォーク・ザ・ライン/君につづく道      | ノミネート |
| アカデミー賞 | 2012 | 録音賞 | ライフ・オブ・パイ/トラと漂流した227日 | ノミネート |
| アカデミー賞 | 2017 | 録音賞 | ブレードランナー 2049                  | ノミネート |
| アカデミー賞 | 2021 | 音響賞 | DUNE/デューン 砂の惑星                 | 受賞       |
| アカデミー賞 | 2024 | 音響賞 | デューン 砂の惑星PART2                 | 受賞       |